# Dhātṛ
Nella religione vedica, Dhātṛ (devanagari: धात्री, IAST: Dhātṛ, nella grafia anglosassone: Dhatri) è una divinità della creazione, associato anche alla salute e alla magia. 
È citato nel Rigveda, il più antico testo sacro induista, dove è invocato insieme a Prajapati come divinità creatrice (RV X.184.1). Nel successivo Viṣṇu Purāṇa, è detto essere uno dei dodici Āditya, le divinità solari figlie di Aditī e Kaśyapa.. 
Nella letteratura induista post-vedica, è in genere identificato con Prajapati e con Brahma.